# Catalizadores (The Spectacular Spider-Man)
«Catalizadores» (título original: «Catalysts») es el séptimo episodio de la serie de televisión animada The Spectacular Spider-Man, basada en el superhéroe de cómic, creado por Stan Lee y Steve Ditko. En él, Spider-Man intenta impedir que el psicótico supervillano Duende Verde bombardee una cena a la que asisten ciudadanos de clase alta de Nueva York la noche del gran baile de otoño de su escuela.
Escrita por Andrew Robinson y dirigida por el cocreador Victor Cook, «Catalysts» marcó la primera aparición del Duende Verde en el programa. Su diseño siguió la paleta de colores, enfatizando el verde, y se basó principalmente en los bocetos iniciales de Alex Ross para el personaje en la película Spider-Man de 2002. Los actores Steve Blum y Vanessa Marshall comenzaron a interpretar sus papeles como el Duende Verde y Mary Jane Watson, respectivamente.
El episodio se emitió por primera vez el 26 de abril de 2008, tras las reposiciones de «Selección natural» y «Competencia». Estuvo disponible tanto en el tercer volumen en DVD de la serie como en la caja con la temporada completa. Se situó entre los programas infantiles más vistos la mañana en que se trasmitió y recibió una respuesta generalmente positiva por parte de los críticos de televisión. La aparición y personalidad del Duende Verde dividieron a los reseñantes, que consideraron que era adecuada pero se alejaba de su homólogo en los cómics.

## Trama
En la noche del baile de otoño del instituto Midtown High, Harry Osborn llega con su pareja, Gloria, y algunos jugadores de fútbol americano, junto con sus novias, en una limusina. Cuando su amiga, Gwen Stacy, intenta saludarlo, él la ignora y sigue su camino. Poco después, llega Peter Parker y sorprende a todos con su atractiva pareja, Mary Jane Watson, a quien presenta al grupo. Flash Thompson intenta arruinar la cita al mencionar una apuesta que él y Peter habían hecho. Mary Jane no se inmuta ante la idea y se va a bailar. Harry va a buscar bebidas y escucha por casualidad que Gloria ha vuelto con su exnovio. Se enfurece y va a su casillero, donde se bebe un frasco de fórmula verde.
Mientras tanto, al otro lado de la ciudad, el Duende Verde irrumpe en un laboratorio de Oscorp y roba varios equipos, entre ellos un planeador. Con eso, el Duende vuela y ataca a un grupo de ladrones que trabajan para el señor del crimen «Big Man». Les ofrece parte del dinero robado como incentivo para que laboren para él y ellos aceptan. Ahora, armado con terroristas personales, irrumpe y secuestra una cena organizada por el «Big Man» en su alter ego como filántropo L. Thompson Lincoln. Lincoln no se impresiona y envía a sus guardias contra el Duende y sus terroristas, pero estos son derrotados fácilmente. John Jameson también intenta luchar contra ellos, pero es vencido.
Peter recibe una llamada del Daily Bugle para que vaya a tomar fotografías del atraco en la fiesta y se ve obligado a dejar a Mary Jane, quien lo entiende ya que es su trabajo. Peter llega como Spider-Man, donde es recibido por Lincoln. Al principio, el superhéroe cree que el Duende simplemente trabaja para el «Big Man», pero se confirma lo contrario. El villano intenta brevemente convencerlo de que se una a él, pero este lo rechaza y los dos comienzan a luchar. Spider-Man dispara una telaraña a su planeador y es inmediatamente defenestrado. Se le acaba el líquido de la red, pero lo repone y es perseguido por las calles por el Duende Verde. Finalmente lo derrota, envolviéndolo en telarañas. El Duende explica que había una bomba de calabaza escondida en la fiesta de etiqueta. Cuando Spider-Man regresa para buscarla, John Jameson opina que está escondida en la lámpara de araña y el superhéroe la recupera. La lanza al cielo y explota sin causar daños. Sin embargo, cuando regresa para arrestar al Duende, este ha desaparecido misteriosamente.
De vuelta en el baile, el grupo de Harry está fuera y da por hecho que los ha abandonado porque no ha aparecido. En realidad, Harry está escondido junto a la pared cerca de ellos y toma otro trago del frasco con la fórmula antes de marcharse. Poco después, Peter regresa y encuentra la fiesta casi desierta, excepto por Mary Jane, que está danzando con otro chico. Abatido, se tranquiliza cuando Mary Jane se acerca a él y le dice que le ha guardado el último baile.

## Producción

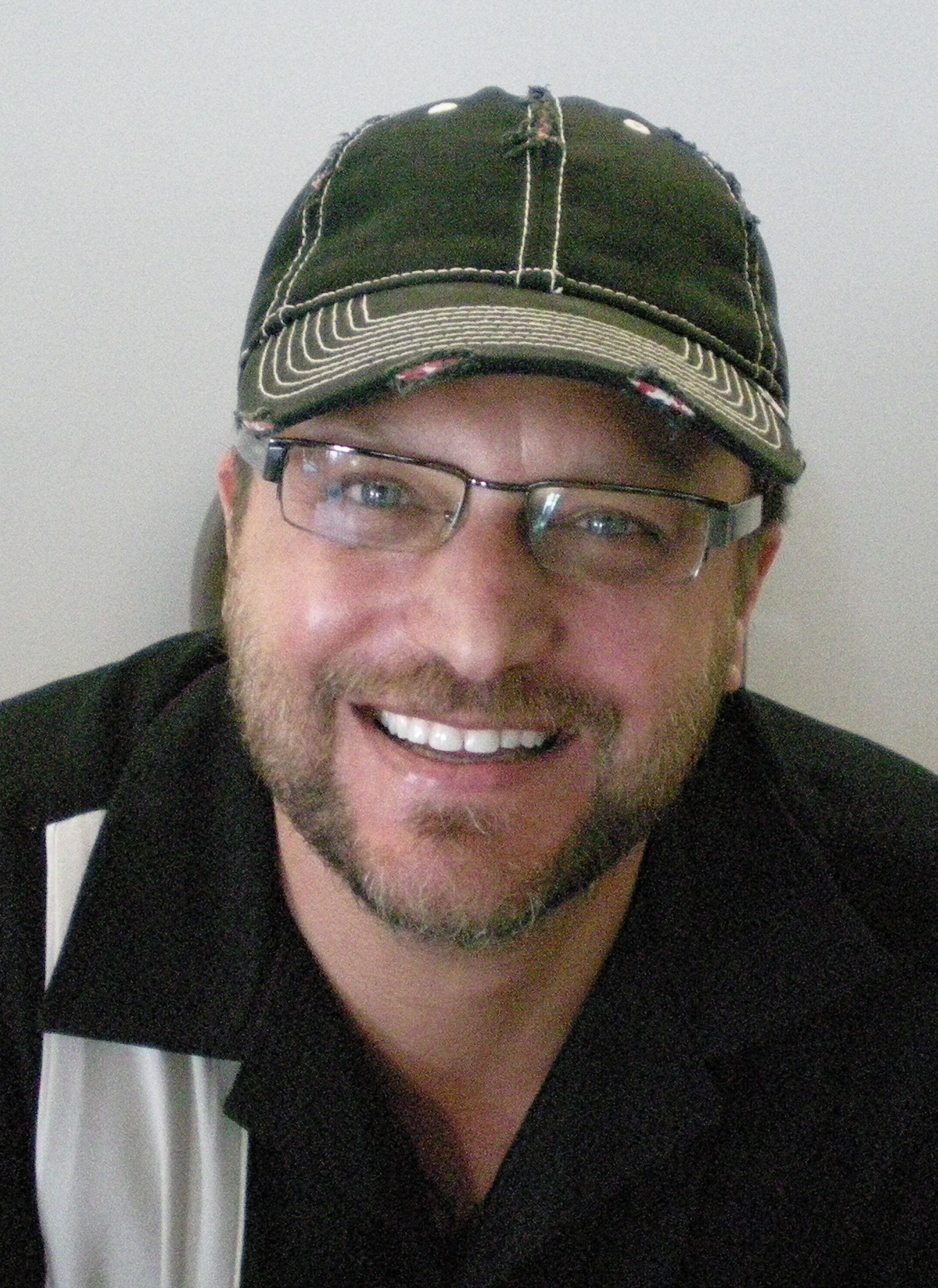
Steve Blum prestó su voz al Duende Verde.

«Catalyst» fue escrito por Andrew Robinson y dirigido por Victor Cook, productor y desarrollador de The Spectacular Spider-Man. El título del episodio, amplía el tema de la serie «La educación de Peter Parker», elegido por el creador Greg Weisman. Todos los capítulos del arco argumental de la primera temporada comparten un esquema de nomenclatura basado en la química.
El traje del Duende Verde se diseñó principalmente a partir de su aparición original en los cómics. La estructura básica se basó en los bocetos iniciales realizados por Alex Ross tal y como aparecía en la película Spider-Man de 2002, que nunca se utilizaron. Se hicieron modificaciones para que se asemejara a la vestimenta medieval. El traje es de color verde. que, en la amplia gama de colores utilizada por Cook para el programa, se emplea para simbolizar situaciones negativas en la vida de Peter, mientras que los entornos y acontecimientos positivos, como la clase de biología, se caracterizan por otros clave, como el amarillo. La voz del Duende Verde la puso Steve Blum. Blum ha participado en varios videojuegos y animaciones como actor de voz y, en el momento de la emisión del episodio, estaba a punto de protagonizar el personaje principal de la entonces próxima serie animada Wolverine and the X-Men, que se estrenaría en Nicktoons Network.
Vanessa Marshall interpretó a Mary-Jane. Marshall ha prestado su voz en varios programas animados y videojuegos, además de protagonizar anuncios publicitarios y otros papeles en pantalla y actuar en monólogos cómicos. Estaba rodando un comercial de Honda cuando su agente, Cathey Lizzio, la llamó para confirmarle que había conseguido el papel, simplemente diciendo: «Hola, ¿eres Mary Jane?». Marshall, llena de alegría, se arrodilló y comenzó a hiperventilar, lo que preocupó a los productores del anuncio. La madre de Marshall, Joan Van Ark, había puesto voz a Spider-Woman en la serie animada original de Spider-Man de la década de 1980, aunque su interés por el superhéroe se remontaba a su juventud, cuando leía los cómics. Sobre su personaje, señaló que es «increíblemente complejo»:

«Su fortaleza juega un papel importante en el crecimiento y la maduración de Peter: ella realmente lo mantiene en el buen camino. Aunque nuestros personajes todavía están en la escuela secundaria durante esta caricatura, y no vas a ver mucho desarrollo de los personajes en este punto de la serie, sé que estará ahí en el futuro y eso influye en cómo la interpreto».
Marshall, sobre Mary-Jane.

## Lanzamiento
«Catalysts» se emitió por primera vez en el bloque Kids' WB de The CW el 26 de abril de 2008, a las 10:00 a. m., hora del este/Pacífico, con una clasificación parental TV-Y7-FV. Fue precedido por repeticiones de «Selección natural» y «Competencia», y es el primer episodio nuevo de la serie que se transmitió tras una pausa de dos semanas después de «La mano invisible». Se incluyó en el DVD The Spectacular Spider-Man, Volume 3, el 17 de marzo de 2009, junto a «Reacción» y «El Principio de Incertidumbre». El volumen incluía capítulos que detallaban al Duende Verde como un personaje destacado. Estuvo disponible en la caja con la temporada completa titulada The Spectacular Spider-Man: The Complete First Season DVD Review, que contenía todos los demás episodios de la primera temporada.

## Recepción
En su emisión inicial, «Catalysts» obtuvo los índices de audiencia más altos de la temporada según Nielsen ratings, con una buena acogida entre todos los grupos demográficos y situándose como uno de los programas infantiles con mayor audiencia de todas las cadenas esa mañana.
El episodio recibió una acogida generalmente positiva por parte de los críticos de televisión. Eric Goldman de IGN le otorgó una puntuación de 8,0 («Impresionante») y escribió que «aunque no se encuentra entre los mejores capítulo, sigue siendo otro divertido y envolvente de la serie». Goldman tuvo una opinión ambivalente sobre el Duende Verde, señaló que «quizás es un poco hipersensible con respecto a cómo se le retrata», ya que, aunque el diseño es similar al de los cómics, es más bien una versión exacta del mismo. Consideró que la personalidad del personaje «recordaba demasiado al Joker», el icónico villano de las historieta de Batman de DC, pero creía que su «lado malicioso» funcionaba. Sobre el tema de Mary Jane, la elogió por ser «muy parecida a como la creó Stan Lee: una chica ingeniosa y divertida». También aplaudió los factores misteriosos de la verdadera identidad del Duende Verde.
Sean Elliot editor de la revista iF le dio una «A». En su reseña escribió que el Duende era «fiel a sus primeros años en los cómics» y que estaba «tratado con una delicadeza magnífica». Señaló que la trama en la que Peter y Mary-Jane acuden juntos al baile de otoño le hacía sentir nostalgia por las antiguas historietas en los que aparecía la pareja, algo que no ocurre en las publicaciones actuales. Similar a Goldman, Elliot aplaudió el misterio de la verdadera identidad del Duende, que describió como un «engaño publicitario».
En su artículo para DVD Talk, Justin Felix escribió que «Catalyst» era un «episodio divertido, aunque las exageraciones histriónicas de los adolescentes en el baile del colegio son un poco excesivas». El crítico de Ultimate Disney, Luke Bonanno, no lo incluyó entre sus cinco favoritos de la primera temporada de The Spectacular Spider-Man, pero «se siente obligado a señalar que la excelencia uniforme del conjunto [hace] que esta sea una tarea difícil».
Los espectadores también recibieron calurosamente el episodio; Screen Rant lo situó en el noveno puesto de la lista de los mejores capítulos de la serie animada según Internet Movie Database, y el sitio web Comic Book Resources ocupa el octavo lugar en el mismo listado.